# 市電
市電（しでん）とは、「市」を走っている路面電車の略称である。もともとは市営電車の略称で、市営（公営）の路面電車のことであると一般にいわれているが、市街電車・市内電車の略として市営以外、いわば民間企業が運営する路面電車について呼ぶことも多い。東京都電にしても、もともと東京市を走る市営の路面電車であったためにいまだ「市電」と呼ぶ層も多い。また、路面電車ではない市営の鉄道路線を市電と呼んでいた例もある（下記参照）。
大分交通別大線など、これら以外の路面電車や併用軌道の存在した鉄道については日本の路面電車一覧を参照。

## 日本の市電
1903年（明治36年）に開業した大阪市の大阪市電が日本初の市電である。開業した年次は京都市・名古屋市・東京市のほうが先となるが、これらは当初は民間会社として発足し、市営化されたのは大阪市電の開業よりもあととなる。最初から市営として開業した例は大阪市・仙台市・川崎市・熊本市のみで、他は民間会社を買収したものである。富山市も始まりは民営であったが、のちに市営化されて「市電」となった。しかし戦時体制下の1943年（昭和18年）に市電を富山地方鉄道に譲渡し、再民営化した。

### 市営路面電車
順序は北・東から。民営だった期間を含む。なお馬車鉄道であった時期は除く。太字●表記は路線が現存する市電。
- 札幌市電●（1918年 - 、当初民営で1927年市営化、2020年上下分離により札幌市交通事業振興公社に移管）
- 函館市電●（1913年 - 、当初民営で1943年に市営化）
- 秋田市電（1922年 - 1966年、当初民営で1941年に市営化）
- 仙台市電（1926年 - 1976年、当初より市営）
- 東京市電●（1903年 - 、当初民営で1911年に市営化され、1942年に王子電気軌道と東京地下鉄道軌道線を買収。1943年に東京都発足で東京都電となり、1948年東急玉川線の一部、1951年西武鉄道新宿軌道線をそれぞれ買収。）
- 川崎市電（1944年 - 1969年、当初より市営）
- 横浜市電（1904年 - 1972年、当初民営で1921年に市営化）
- 富山市電●（1913年 - 、当初民営で1920年市営化、1943年富山地方鉄道に譲渡）
- 名古屋市電（1898年 - 1974年、当初民営で1922年に市が一部を買収、1936年中村電気軌道を買収。1937年に新三河鉄道・下之一色電車軌道・築地電軌を買収して全面市営化。）
- 京都市電（1895年 - 1978年、当初民営で1912年に市営路線開業、1918年に京都電気鉄道を買収して全面市営化。）
- 大阪市電（1903年 - 1969年、当初より市営。1944年阪堺電鉄を買収。）
- 神戸市電（1910年 - 1971年、当初民営で1917年に市営化）
- 呉市電（1909年 - 1967年、当初民営で1942年に市営化）
- 北九州市電（1936年 - 1975年、当初より市営、貨物専業）
- 熊本市電●（1924年 - 、当初より市営。1945年熊本電気軌道を買収。）
- 鹿児島市電●（1912年 - 、当初民営で1928年に市営化）

### 市営鉄道路線
太字●表記は路線が現存する市電。
- 玉野市営電気鉄道（1953年 - 1972年、当初民営で1956年に市営化。1964年以降気動車を導入して電車の運行を取りやめ）
- 荒尾市営電気鉄道（1949年 - 1964年、当初より市営）

### 民営路面電車で市電と呼ばれる（呼ばれた）事があるもの
太字●表記は路線が現存する市電。
- 旭川市街軌道（北海道旭川市、1929年 - 1956年）
- 福島交通飯坂東線（福島県福島市、1926年 - 1971年）
- 新潟交通電車線（新潟県新潟市中央区・西区・南区・西蒲区・燕市、1933年 - 1992年）
- 富山地方鉄道富山軌道線●（富山県富山市、1943年 - ）
- 万葉線●（富山県高岡市・射水市、1948年 - 。1959年に富山地方鉄道から加越能鉄道へ譲渡し、2002年に第三セクターの運営となる）
- 北陸鉄道金沢市内線（石川県金沢市、1919年 - 1967年）[1]
- 福井鉄道福武線●（福井県福井市・鯖江市・武生市、1924年 - ）
- 箱根登山鉄道小田原市内線（神奈川県小田原市、1900年 - 1956年）
- 静岡鉄道清水市内線（静岡県静岡市清水区、1928年 - 1975年）
- 静岡鉄道静岡市内線（静岡県静岡市、1922年 - 1962年）
- 松本電気鉄道浅間線（長野県松本市、1924年 - 1964年）
- 豊橋鉄道東田本線●（愛知県豊橋市、1925年 - ）[2]
- 富山地方鉄道富山港線●（富山県富山市、2006年 - ）
- 名鉄岡崎市内線（愛知県岡崎市、1912年 - 1962年）
- 名鉄岐阜市内線他（岐阜県岐阜市、1911年 - 2005年）
- 桑名電軌（三重県桑名市、1927年 - 1944年）
- 三重交通神都線（三重県伊勢市、1903年 - 1961年）
- 南海和歌山軌道線（和歌山県和歌山市1909年 - 1971年）
- 岡山電気軌道●（岡山県岡山市北区、1912年 - ）
- 広島電鉄市内線●（広島県広島市、1912年 - ）[3]
- 山口県営軌道（山口県岩国市、1909年 - 1929年）
- 山陽電気軌道（山口県下関市、1926年 - 1971年）
- 高松琴平電気鉄道市内線（香川県高松市、1917年 - 1945年）
- 伊予鉄道松山市内線●（愛媛県松山市、1907年 - ）
- とさでん交通●（高知県高知市・南国市・吾川郡いの町、1904年 - ）
- 西鉄北九州線他（福岡県北九州市門司区・小倉北区・戸畑区・八幡東区・八幡西区、1906年 - 2000年。一部区間は2000年に軌道線から鉄道線に転換のうえ、筑豊電気鉄道線●として存続）
- 西鉄福岡市内線（福岡県福岡市、1910年 - 1979年）
- 西鉄大牟田市内線（福岡県大牟田市、1927年 - 1954年）
- 長崎電気軌道●（長崎県長崎市、1915年 - ）
- 沖縄電気（沖縄県那覇市、1914年 - 1933年） etc.

## ヨーロッパの市電

### ドイツ
- ブレーメン市電
- ベルリン市電
- ナウムブルク市電
- ライプツィヒ市電

### オーストリア
- ウィーン市電

### ノルウェー
- トロンハイム市電

### ハンガリー
- ブダペスト市電

### チェコ
- プラハ市電

### ウクライナ
- キーウ市電